# Ruisseau de Gouhelans
Le ruisseau de Gouhelans, parfois aussi appelé Drigeon comme son principal affluent, est un ruisseau coulant dans le département du Doubs, en Franche-Comté, affluent rive gauche de l'Ognon, donc un sous-affluent du fleuve le Rhône par la Saône.

## Géographie
De 6,8 km de longueur, le ruisseau de Gouhelans prend sa source sur la commune de Gouhelans à 314 m d’altitude et s’écoule en direction du nord. Juste avant de pénétrer dans la commune de Rougemont, il est rejoint, en rive droite, par le ruisseau de l'Étang puis, juste au niveau du bourg de Rougemont, par le Drigeon. En traversant le village, il oblique à l'ouest et va rejoindre l'Ognon au niveau du hameau de Montferney après avoir reçu les eaux du ruisseau de Morchamps en rive gauche.

### Communes et cantons traversés
Dans le seul département du Doubs, le ruisseau de Gouhelans traverse les deux communes suivantes de Gouhelans et Rougemont.

### Bassin versant
Le ruisseau de Gouhelans traverse une seule zone hydrographique : « L'Ognon du Lauzin à la Linotte incluse » (U104).

## Affluents

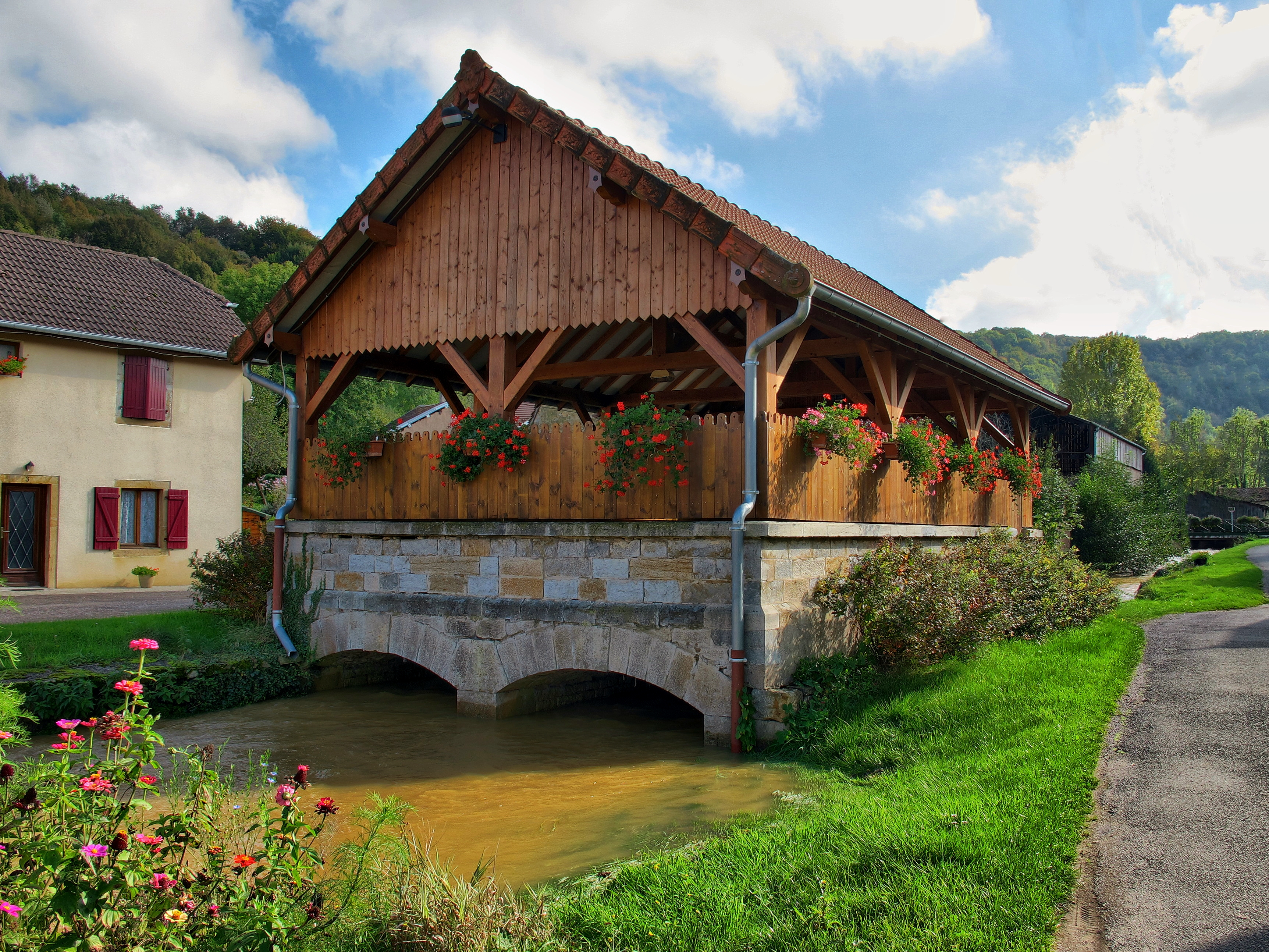
Le Drigeon à Gondenans-les-Moulins.

Le ruisseau de Gouhelans a trois affluents référencés dans la base SANDRE :
- Le Drigeon[2].
  - Ruisseau de la Bouterre[3].
- Ruisseau de Morchamps[4].
- Ruisseau de l'Étang[5].

### Rang de Strahler
Donc le rang de Strahler du ruisseau de Gouhelans est de trois par le Drigeon.

## Hydrologie
Le ruisseau de Gouhelans présente des fluctuations saisonnières de débit assez marquées. Son régime hydrologique est dit pluvial.